# Aziz Ahmad (buzkashispeler)
Aziz Ahmad (Kunduz, 1964) is een Afghaans buzkashispeler. Hij begon met buzkashi toen hij vijftien was en speelt professionele wedstrijden sinds 2001.